# 타워 오브 판타지
타워 오브 판타지(Tower of Fantasy)는 퍼펙트 월드의 자회사 호타 스튜디오가 개발한 부분 유료화 오픈 월드 액션 롤플레잉 게임(RPG)이다. 이 게임의 배경은 신비롭지만 강력한 방사에너지 옴니엄(Omnium)에 오염된 외계생명계 행성 아이다의 머나먼 미래다.